# Argeio
Argeio (in greco antico: Άργεῖος), un personaggio della mitologia greca, uno dei figli di Licimnio e di Perimede.

## Mitologia
Aveva due fratelli Eono e Mela. 

Amico e compagno di guerra insieme a Mela di Eracle andò a combattere Eurito il re di Ecalia trovandovi la morte insieme al fratello. 

Il semidio, loro lontano parente li seppellì entrambi.